# Station Les Églisottes
Station Les Églisottes-et-Chalaures is een spoorweghalte in de Franse gemeente Les Églisottes-et-Chalaures.